# Hisahito di Akishino
Il Principe Hisahito di Akishino  (悠仁親王?, Hisahito Shinnō) (Tokyo, 6 settembre 2006), è un principe membro della famiglia imperiale del Giappone; figlio del Principe Akishino e della Principessa Akishino.
Attualmente è secondo nella linea di successione al trono del Giappone, dopo il padre.

## Biografia

### Nascita e nome

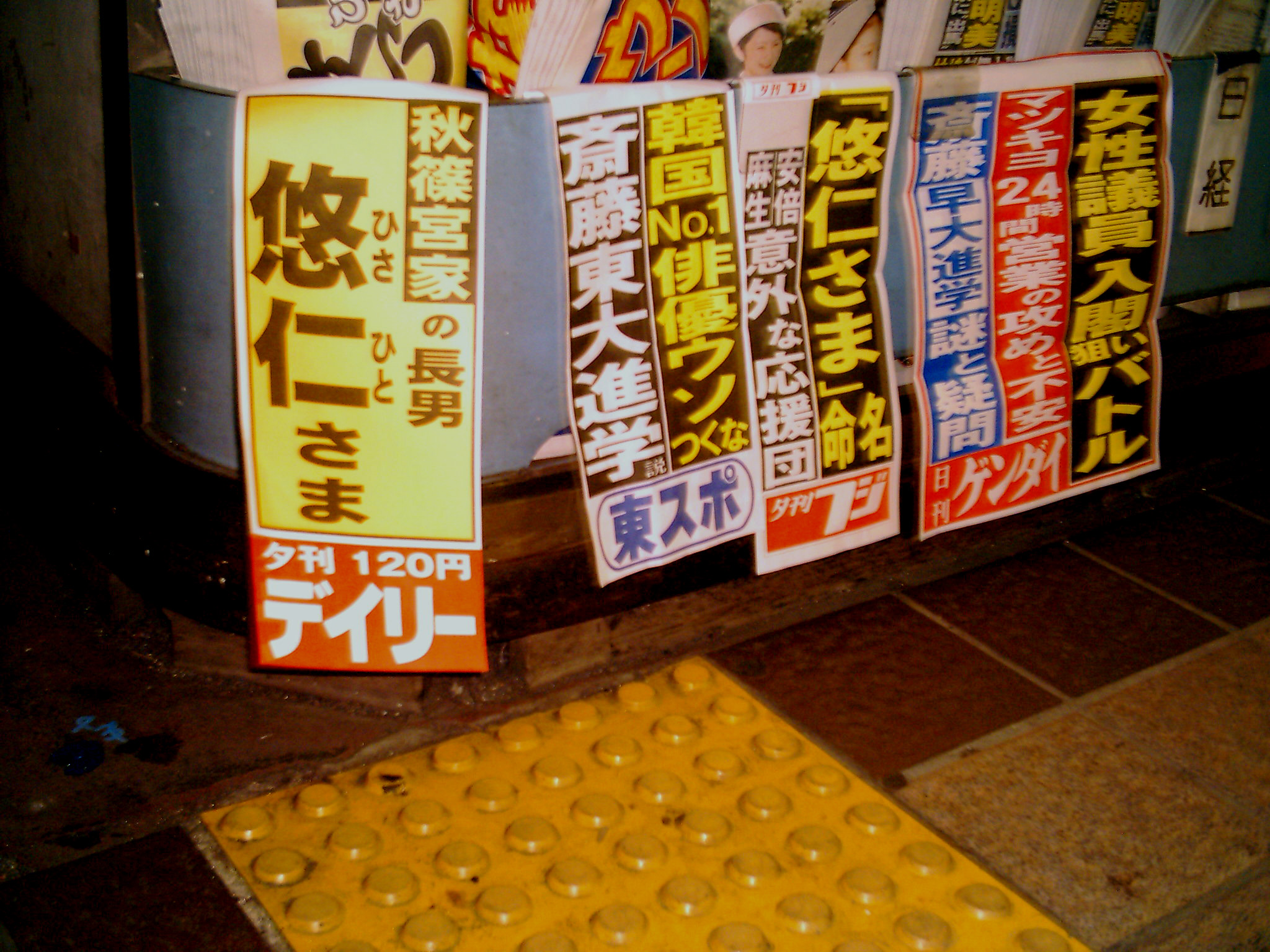
Giornali giapponesi che annunciano la nascita del Principe Hisahito.

Il principe Hisahito è il primo figlio maschio ed ultimogenito del principe Akishino e di sua moglie; nato all'Ospedale Aiiku di Tokyo alle 8.27 del 6 settembre 2006. È nato con un taglio cesareo, due settimane in anticipo, per un problema di placenta previa. Sua madre ha donato il sangue del cordone ombelicale alla banca giapponese per uso pubblico e non privato.
Ha due sorelle maggiori, Mako e Kako.
Il suo nome personale significa, secondo l'Agenzia della Casa Imperiale, "sereno e virtuoso"; una traduzione alternativa è "virtuoso, calmo, eterno". Il suo nome è stato scelto dal padre. I suoi genitori lo hanno soprannominato "Yuyu", "Yu-chan" e "Hisahito-kun".

### Infanzia e formazione
Nella primavera del 2010, il principe ha iniziato l'asilo in una scuola affiliata all'Università Ochanomizu di Tokyo. Il 14 dicembre 2012, l'Agenzia della Casa Imperiale ha comunicato che avrebbe iniziato a frequentare la scuola elementare dell'Università Ochanomizu nel mese di aprile seguente. Hisahito è diventato così il primo membro della Casa Imperiale del Giappone ad essere istruito presso una scuola diversa dalla Gakushūin.
Nell'agosto 2019 ha accompagnato i suoi genitori in una visita ufficiale in Bhutan.

## Titoli e trattamento

Mon del ramo Akishino della famiglia imperiale

- dal 6 settembre 2006: Sua Altezza Imperiale principe Hisahito di Akishino

Il 25 ottobre 2005 un gruppo di giuristi formato dal governo scrisse un documento dove veniva raccomandato l'emendamento della legge di successione per l'abolizione della legge salica. I piani di modifica della legge vennero tuttavia bloccati nel 2006 dal Primo ministro Shinzō Abe, dopo l'annuncio che il principe Akishino e sua moglie, la principessa Akishino, erano in attesa di un figlio maschio. Hisahito è stato il primo principe maschio a nascere nella famiglia imperiale giapponese, dopo suo padre nel 1965.

## Albero genealogico
|                                |                    |                     | Genitori                    |  |  | Nonni |  |  | Bisnonni |  |  | Trisnonni |  |
|                                |                    |                     |                             |  |  |       |  |  | Hirohito |  |  | Taishō    |  |
|                                |                    |                     |                             |  |  |       |  |  | Hirohito |  |  | Taishō    |  |
|                                |                    | Imperatrice Teimei  |                             |  |  |       |  |  | Hirohito |  |  |           |  |
| Akihito                        |                    |                     |                             |  |  |       |  |  | Hirohito |  |  |           |  |
|                                |                    | Imperatrice Kōjun   | Principe Kuniyoshi Kuni     |  |  |       |  |  |          |  |  |           |  |
|                                |                    | Imperatrice Kōjun   | Principe Kuniyoshi Kuni     |  |  |       |  |  |          |  |  |           |  |
|                                |                    | Imperatrice Kōjun   | Principessa Chikako Shimazu |  |  |       |  |  |          |  |  |           |  |
| Principe Akishino del Giappone |                    | Imperatrice Kōjun   |                             |  |  |       |  |  |          |  |  |           |  |
|                                |                    | Hidesaburō Shōda    | Teiichirō Shōda             |  |  |       |  |  |          |  |  |           |  |
|                                |                    | Hidesaburō Shōda    | Teiichirō Shōda             |  |  |       |  |  |          |  |  |           |  |
|                                |                    | Hidesaburō Shōda    | Kinu Shōda                  |  |  |       |  |  |          |  |  |           |  |
| Michiko Shōda                  |                    | Hidesaburō Shōda    |                             |  |  |       |  |  |          |  |  |           |  |
|                                |                    | Fumiko Soejima      | Tsunatake Soejima           |  |  |       |  |  |          |  |  |           |  |
|                                |                    | Fumiko Soejima      | Tsunatake Soejima           |  |  |       |  |  |          |  |  |           |  |
|                                |                    | Fumiko Soejima      | Aya                         |  |  |       |  |  |          |  |  |           |  |
| Principe Hisahito del Giappone |                    | Fumiko Soejima      |                             |  |  |       |  |  |          |  |  |           |  |
|                                | Takahiko Kawashima | Shoichiro Kawashima |                             |  |  |       |  |  |          |  |  |           |  |
|                                | Takahiko Kawashima | Shoichiro Kawashima |                             |  |  |       |  |  |          |  |  |           |  |
|                                | Takahiko Kawashima | Shima Kawashima     |                             |  |  |       |  |  |          |  |  |           |  |
| Tatsuhiko Kawashima            | Takahiko Kawashima |                     |                             |  |  |       |  |  |          |  |  |           |  |
|                                |                    | Itoko Ikegami       | Shiro Ikegami               |  |  |       |  |  |          |  |  |           |  |
|                                |                    | Itoko Ikegami       | Shiro Ikegami               |  |  |       |  |  |          |  |  |           |  |
|                                |                    | Itoko Ikegami       | Hama Kosuge                 |  |  |       |  |  |          |  |  |           |  |
| Kiko Kawashima                 |                    | Itoko Ikegami       |                             |  |  |       |  |  |          |  |  |           |  |
|                                |                    | Yoshisuke Sugimoto  | Yoshitaro Sugimoto          |  |  |       |  |  |          |  |  |           |  |
|                                |                    | Yoshisuke Sugimoto  | Yoshitaro Sugimoto          |  |  |       |  |  |          |  |  |           |  |
|                                |                    | Yoshisuke Sugimoto  | …                           |  |  |       |  |  |          |  |  |           |  |
| Kazuyo Sugimoto                |                    | Yoshisuke Sugimoto  |                             |  |  |       |  |  |          |  |  |           |  |
|                                |                    | Eiko Hattori        | Shuntaro Hattori            |  |  |       |  |  |          |  |  |           |  |
|                                |                    | Eiko Hattori        | Shuntaro Hattori            |  |  |       |  |  |          |  |  |           |  |
|                                |                    | Eiko Hattori        | …                           |  |  |       |  |  |          |  |  |           |  |
|                                |                    | Eiko Hattori        |                             |  |  |       |  |  |          |  |  |           |  |